# Peter H. Johansson (journalist)
Peter H. Johansson är en svensk journalist och författare som varit chefredaktör för flera branschtidningar om juridik.
Johansson började arbeta som journalist år 2003, och har bland annat varit chefredaktör för branschtidningarna Legally Yours och Dagens Juridik.
Han gav 2020 ut boken Till mitt försvar: om advokat Sargon De Basso. Boken anges ge en rak inblick i advokatyrket, och skildrar försvarsadvokaten Sargon De Bassos väg till att bli en av landets mest efterfrågade och omstridda advokater.
År 2022 gav han ut boken De kallar honom Supersnuten: Jan Olsson, ett polisliv. Boken bygger på samtal och möten med den tidigare kriminalkommissarien Jan Olsson, och anges gå på djupet med flera brott som satt djupa avtryck i samtiden som Norrmalmstorgsdramat 1973, Estoniakatastrofen, Lasermannen och Palmemordet.